# Culex nailoni
Culex nailoni är en tvåvingeart som beskrevs av King och Harry Hoogstraal 1946. Culex nailoni ingår i släktet Culex och familjen stickmyggor. Inga underarter finns listade i Catalogue of Life.